# Hexeurytoma grandis
Hexeurytoma grandis är en stekelart som beskrevs av Alan Parkhurst Dodd 1917. Hexeurytoma grandis ingår i släktet Hexeurytoma och familjen kragglanssteklar. Inga underarter finns listade i Catalogue of Life.